# ديماس غيمنو
ديماس غيمنو (بالإسبانية: Dimas Gimeno)‏ هو شخصية أعمال إسباني، ولد في 1975 في مدريد في إسبانيا.